# Heteraprium imperfectum
Heteraprium imperfectum är en insektsart som beskrevs av Max Beier 1954. Heteraprium imperfectum ingår i släktet Heteraprium och familjen vårtbitare. Inga underarter finns listade i Catalogue of Life.